# Phlox gladiformis
Phlox gladiformis là một loài thực vật có hoa trong họ Polemoniaceae. Loài này được (M.E. Jones) E.E. Nelson miêu tả khoa học đầu tiên năm 1899.